# Kolmoskanava
Kolmoskanava fue un canal de televisión en abierto de Finlandia que existió desde 1986 hasta 1992. 
Fue creado en 1986 a partir de una empresa conjunta, Oy Kolmostelevisio Ab, participada por tres organizaciones: la radiodifusora pública Yle (50%), la televisión privada MTV Oy (35%) y la empresa de telecomunicaciones Nokia (15%).

## Historia
La idea del tercer canal finlandés surge porque MTV, la televisión privada, no tenía frecuencia propia y debía emitir sus programas en los canales de la empresa pública Yleisradio (Yle), dentro de unas franjas horarias determinadas. La irrupción de la televisión por satélite en los países escandinavos llevó al gobierno finlandés a autorizar en 1985 un tercer canal de televisión comercial en abierto. El resultado fue Kolmoskanava (en español: «Tercer canal»), que estaría participado por tres empresas: Yle (50%), MTV Oy (35%) y Nokia (15%).
Kolmoskanava comenzó a emitir el 1 de diciembre de 1986 a través de un emisor localizado en Espoo. A finales de 1987 aumentó su cobertura a todo el país. La nueva cadena destacó por tener una programación estrictamente comercial, a diferencia de las dos públicas (Yle TV1 e Yle TV2) que tenían obligaciones de servicio público. Entre otras novedades, introdujo las desconexiones regionales para publicidad en Finlandia y contó con equipos técnicos independientes de Yle.
El tercer canal rebajó también la presencia de MTV dentro de Yle. Sin embargo, la existencia de Kolmoskanava no supuso la desaparición de las franjas horarias, que continuaron ofreciéndose hasta 1992.
MTV terminó llegando a acuerdos con Yle y Nokia para comprar sus participaciones en Kolmoskanava, hasta hacerse con el control de la tercera frecuencia. Después de que el gobierno finlandés lo autorizase, Kolmoskanava desapareció el 31 de diciembre de 1992 y dejó paso a un nuevo canal llamado MTV3, controlado por MTV Oy. El nacimiento de MTV3 supuso la creación del primer canal de televisión completamente privado en Finlandia.